# Oleksandr Syrskyi
Aleksandr Stanislavovych Syrskyi (em ucraniano:  Олександр Станіславович Сирський; Novinki, 26 de julho de 1965) é um oficial militar ucraniano. Na patente de coronel-general, ele serviu como comandante do Exército da Ucrânia de agosto de 2019 a fevereiro de 2024 e, atualmente, tem servido, desde 2024, como comandante-em-chefe das forças armadas ucranianas.
Na invasão da Ucrânia pela Rússia em 2022, comandou a defesa da capital Kiev. Em setembro de 2022, ele comandou a contraofensiva de Carcóvia, retomando mais de 12 mil quilômetros quadrados para a Ucrânia.
Em 8 de fevereiro de 2024, foi apontado pelo presidente Volodymyr Zelensky como comandante das Forças Armadas da Ucrânia.

## Biografia
Formou-se na Escola Superior de Comando Militar de Moscou, a principal instituição educacional militar superior da União Soviética.

### Guerra em Donbas
No início das hostilidades no leste ucraniano, era o chefe do estado-maior de operações antiterroristas.
Desde 5 de agosto de 2019, é o comandante das Forças Terrestres da Ucrânia. Em 23 de agosto de 2020, foi promovido a patente de coronel-general.

### Invasão da Ucrânia pela Rússia em 2022
Durante a invasão russa da Ucrânia, organizou e liderou a defesa de Kiev.
Em abril de 2022, foi honrado com a medalha Herói da Ucrânia pelos seus esforços. Em setembro de 2022, a mídia reportou que Syrskyi foi o arquiteto por trás da bem-sucedida contraofensiva de Carcóvia. Tem sido descrito como "o general mais vitorioso do século 21".

## Prêmios
- 3.º grau da Ordem de Bohdan Khmelnytsky (14 de março de 2015)[12]
- 2.º grau da Ordem de Bohdan Khmelnytsky (18 de março de 2022)[13]
- Cruz de Mérito de Combate (17 de julho de 2022)[14]
- Herói da Ucrânia (6 de abril de 2022)[15]